# Difluorek radonu
Difluorek radonu, RnF
2 – nieorganiczny związek chemiczny fluoru i radonu, prawdopodobnie wykazujący charakter soli.
Powstaje w podczas ogrzewania radonu z fluorem w temperaturze ok. 400 °C. Po schłodzeniu mieszaniny reakcyjnej do −78 °C osadza się na ściankach reaktora jako ciało stałe:
Rn + F
2 → RnF
2
W późniejszych badaniach okazało się, że fluorek radonu powstaje spontanicznie w reakcji radonu z gazowym fluorem w temperaturze pokojowej, a także z fluorem w stanie ciekłym w temperaturze −195 °C. Siłą napędową tych reakcji jest intensywne promieniowanie α radonu.
Fluorek radonu został otrzymany w ilościach mikrogramowych i jest słabo poznany. Jego stechiometria jest niepewna, jednak obliczenia wskazują na istnienie trwałych cząsteczek RnF
2 i tak jest opisywany w literaturze. Prawdopodobnie ma budowę jonową, przy czym kationami mogą być Rn2+
 lub RnF+
. 
Jest mniej lotny niż XeF
2 i jest trwały do 200 °C (w atmosferze wodoru). Powyżej 250 °C rozkłada się na pierwiastki, natomiast w atmosferze wodoru w temperaturze >500 °C ulega szybkiej redukcji: 
RnF
2 + H
2  →  Rn + 2HF
Rozpuszczony w BrF
3 ulega prawdopodobnie następującej dysocjacji elektrolitycznej:
RnF
2  ⇄  RnF+
 + F−

RnF+
  ⇄  Rn2+
 + F−

Kationy te migrują do katody w trakcie elektrolizy, lecz, co zaskakujące, nie ulegają na niej neutralizacji i gromadzą się w przedziale katodowym. W obecności nadmiaru jonów F−
 mogą powstawać aniony:
RnF
2 + F−
  ⇄  RnF−
3
RnF−
3 + F−
  ⇄  RnF2−
4